# Shuqamuna

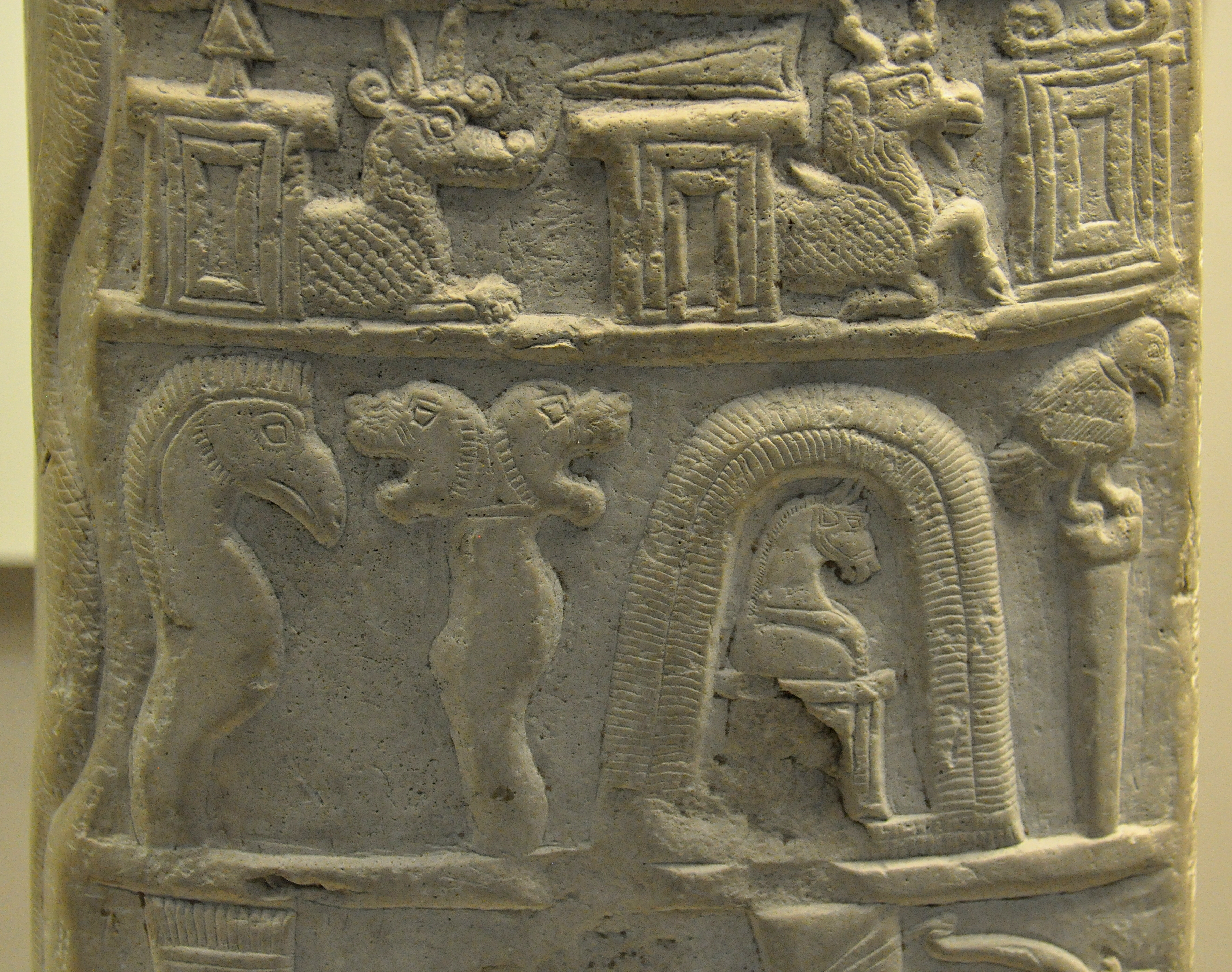
Een deel van een kudurru uit Sippar; rechtsonder is de vogel op een paal die Šuqamuna weergeeft

Shuqamuna (Šuqamuna, geschreven als dšu-qa-mu-na) is samen met zijn vrouwelijke partner Šumaliya (dšu-ma-li-ia) een van de weinige goden van het pantheon van de Kassieten, waar wat meer over bekend is. Hij wordt vaak afgebeeld als een vogel die op een paal zit.
In de in midden- en neobabylonische tijden gezaghebbende lijst van goden in spijkerschrift An-anum wordt hij vergeleken met Nergal of met Nusku. Shuqamuna en Shumaliya waren de beschermgoden van het koningshuis van Karduniaš en de naam Shuqamuna komt als theofoor element in veel persoonsnamen voor. Zo'n naam verried wel dat de persoon van Kassietische komaf was en in de latere tijd namen hun nazaten dikwijls een meer Babylonische naam aan. Zo is er een bronzen zwaard in privebezit met het inschrift: Het [eigendom] van Nabû-nādin-aḫḫe, zoon van U'eš Šuqamuna. De vader was een Kassiet; zelfs het element U'eš moet uit zijn eigen taal stammen, het is niet Akkadisch. Maar de zoon draagt een puur Akkadische naam.
Nadat de laatste Kassietenkoning Enlil-nadin-ahi in ketenen naar Elam was afgevoerd, werd door de volgende dynastie Marduk tot hoofdgod gemaakt en beschermer van het koninklijk huis. Maar Shuqamuna zou nog lang na de Kassietentijd vereerd worden. Hij prijkt bijvoorbeeld nog op een kudurru uit de tijd van Nabu-mukin-apli die van 978-943 v.Chr. regeerde..